# Franz Attems
Franz von Attems (30. května 1848 Spielfeld – 28. května 1919 Gösting) byl rakouský šlechtic a politik německé národnosti, v 2. polovině 19. století poslanec Říšské rady ze Štýrska.

## Biografie
Působil jako statkář v Göstingu. Jeho otcem byl hrabě Wilhelm Attems. Roku 1872 po smrti otce převzal správu fideikomisního statku Gösting. Roku 1882 získal titul komořího, roku 1913 tajného rady.
Od roku 1884 byl poslancem Štýrského zemského sněmu za kurii velkostatkářskou. Zasedal zde až do roku 1918. Roku 1893 se stal i členem zemského výboru.
Působil i jako poslanec Říšské rady (celostátního parlamentu Předlitavska), kam usedl v doplňovacích volbách roku 1883 za kurii velkostatkářskou ve Štýrsku. Slib složil 15. ledna 1883. Mandát obhájil ve volbách roku 1885 a volbách roku 1891. Rezignace byla oznámena na schůzi 16. října 1894. Pak ho v parlamentu nahradil Julius Alfred Moscon. Ve volebním období 1885–1891 se uvádí jako hrabě Franz Attems, statkář, bytem Gösting.
Na Říšské radě se po volbách roku 1885 uvádí jako člen poslaneckého klubu Sjednocené levice, do kterého se spojilo několik ústavověrných proudů. V roce 1887 se uvádí jako člen poslanecké frakce Deutschösterreichischer Club (Německorakouský klub), která sdružovala umírněnou část německého ústavověrného tábora. V roce 1890 i po volbách roku 1891 byl členem klubu Sjednocené německé levice.
Zemřel po dlouhé nemoci v květnu 1919 na zámku v Göstingu.